# Thomas Coke, 1:e earl av Leicester (1754–1842)

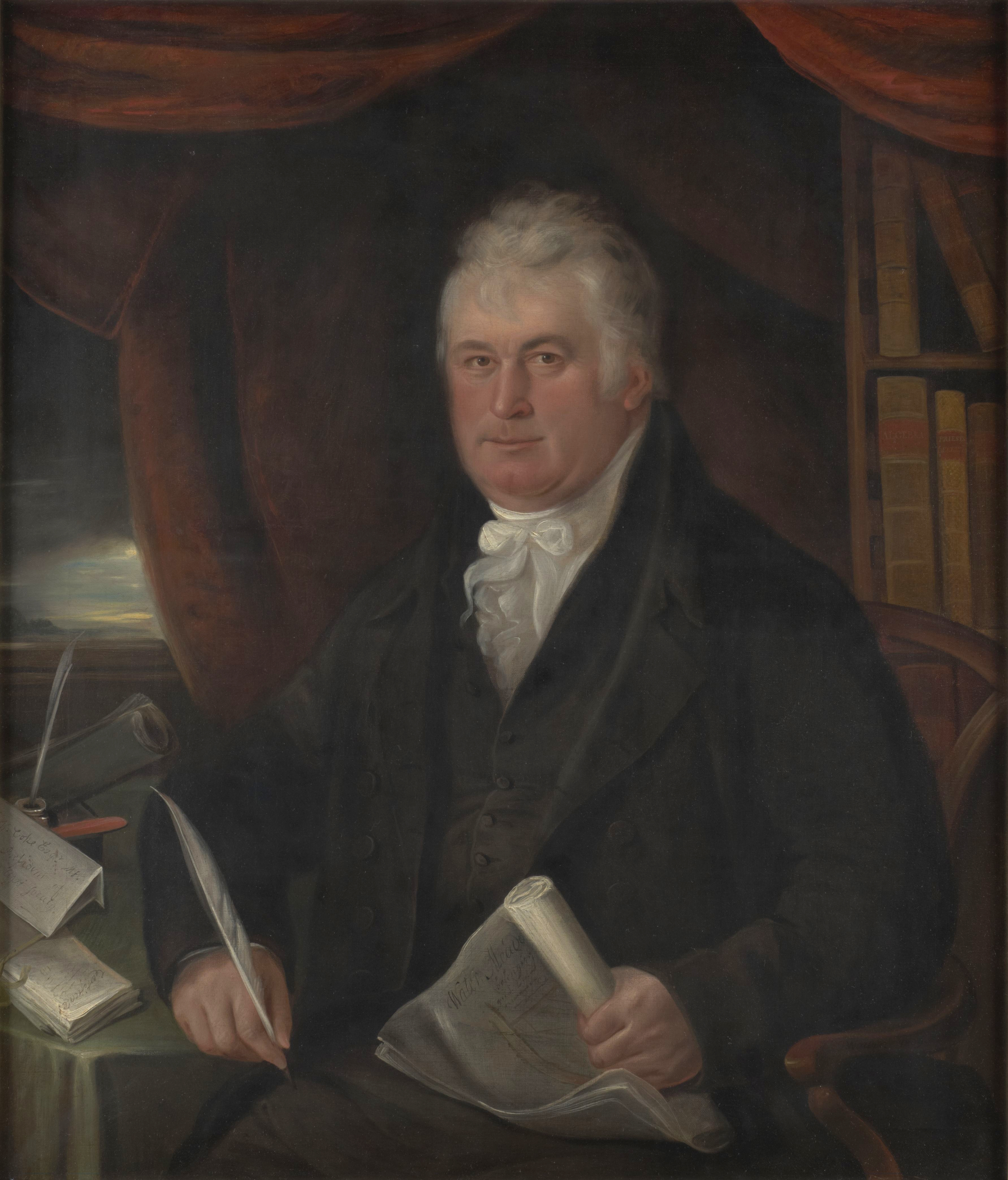
Thomas Coke, 1:e earl av Leicester (1754-1842)

Thomas William Coke, 1:e earl av Leicester, född den 6 maj 1754, död den 30 juni 1842, var en engelsk agronom, son till Wenman Coke (död 1776), vilken ursprungligen hette Roberts men som systerson och arvinge till Thomas Coke, 1:e earl av Leicester (1697-1759) antog dennes efternamn.
Coke blev på grund av sina förtjänster om jordbruket adlad under titeln earl av Leicester, vilken hans farmors bror alltså innehaft. Han bidrog genom sitt mönsterlantbruk i Norfolk att sprida rationella grundsatser för jordbruket bland engelska lantmän och har särskilt vunnit ryktbarhet genom det av honom införda rena 4-årsväxelbruket ("Norfolkomloppet"), bestående av rotfrukter, säd och klöver. 